# Caméra Café (série télévisée, 2001)
Pour les articles homonymes, voir Caméra Café.
Caméra Café est une série télévisée française de 569 épisodes d'environ 3 minutes, créée par Bruno Solo, Yvan Le Bolloc'h et Alain Kappauf et produite par CALT et 121 Productions.
La série est diffusée de septembre 2001 à décembre 2004 sur M6 et régulièrement rediffusée par la suite sur la même chaîne, mais aussi W9, 6ter, Paris Première, Série Club en France et Club RTL en Belgique francophone.
Une nouvelle série, Caméra Café 2 : La Boîte du dessus, mettant en scène de nouveaux personnages et se déroulant cette fois dans l'entreprise « Digix », concurrente de celle de la série originale, est diffusée en 2010 toujours sur M6 mais, faute d'audience, est arrêtée trois mois plus tard.

## Synopsis
La série met en scène diverses histoires courtes ayant pour thème général la vie en entreprise, celles-ci ayant lieu au sein d'une « boîte » de province située dans un immeuble de bureaux utilisé par plusieurs entreprises. Les histoires racontées dans la série sont indépendantes les unes des autres, mais des rappels sont parfois utilisés dans la narration pour faire référence à un événement particulier.
La principale originalité de la série est sa machine à café, située dans l'« espace détente » (la salle de pause) de l'entreprise, qui devient le point de vue du téléspectateur durant chaque épisode. Devant la machine à café, défilent les divers employés de la boîte pendant leur journée de travail (voire après), tout comme les autres intervenants qui arrivent dans l'entreprise (l'ascenseur d'entrée de l'étage débouche directement sur l'espace détente).
Cette place de choix, toujours la même, permet au téléspectateur de vivre de l'intérieur l'ambiance au quotidien du siège social de cette PME française typique : on y voit la vie des divers employés, du chauffeur du président, du psychologue de l’entreprise, des cadres (comme le directeur des ressources humaines, le directeur administratif ou le directeur marketing), mais aussi des intervenants extérieurs (notamment ceux assurant la maintenance) sans oublier les invités et clients de la boîte, avec ses discussions professionnelles ou privées qui montrent des personnages tous aussi caricaturaux les uns que les autres et à l'humour grotesque, voire cynique par moments.
Des figurants sont souvent vus passer dans le couloir qui sépare l’ascenseur d'entrée de l'espace détente (souvent pour se rendre aux toilettes, contiguës de la salle de pause), ceux-ci agissant parfois au vu des spectateurs avec les personnages de la série, dans certains sketchs ou à des moments propices.
Plusieurs épisodes de la série font référence au fait que l'entreprise vendrait des photocopieurs[réf. souhaitée], des imprimantes (les fameuses C14) ou encore des fournitures de bureau.
Dans le film Espace détente, adaptation de la série, et dans un épisode de Caméra Café 2, l'entreprise se nomme « Geugène Electro Stim » (G.E.S.) et vend des appareils de musculation et d'électro-stimulation (les fameux C12, C14, C27 et Bodycompact), par ailleurs assez défaillants…
En février 2009 sort le deuxième film, Le Séminaire. La réalisation est confiée à Charles Nemes, et certains personnages sont absents de la distribution pour des questions de disponibilité et afin de prendre le temps de s'attarder un peu plus sur les protagonistes.

## Fiche technique
- Format de tournage : 1,33:1 , couleur, SDTV
- Mixage sonore : stéréo
- Durée : 3 à 6 minutes
- Production : Jean-Yves Robin (CALT) et Eric Amsellem (121 Productions)
- Chaîne d'origine : M6
- Pays d'origine : France
- Décors : Jean Michel Laporte
- Musique : Jérôme Dedina[8]
- Nombre d'épisodes : 570 + 1 épisode spécial (diffusé en première partie de soirée le 9 décembre 2003) et un épisode spécial 20 ans diffusé en soirée le 24 janvier 2023.
- Diffusion originale : 3 septembre 2001 – 31 décembre 2004 et 24 janvier 2023

## Distribution
Sauf indication contraire, les informations mentionnées dans cette section peuvent être confirmées par la base de données cinématographiques IMDb,  présente dans la section « Liens externes ».

### Personnages principaux
- Bruno Solo : Hervé Dumont, alias « Vévère » (292 épisodes), le responsable des achats et délégué syndical.
- Yvan Le Bolloc'h : Jean-Claude Convenant, alias « JC » (266 épisodes), le commercial.

### Personnages secondaires
- Armelle : Maéva Capucin (132 épisodes), la documentaliste et secrétaire de Carole.
- Alexandre Pesle : Sylvain Müller (127 épisodes), le comptable.
- Gérard Chaillou : Jean-Guy Lecointre (113 épisodes), le DRH.
- Jeanne Savary : Jeanne Bignon (113 épisodes), la secrétaire de direction.
- Valérie Decobert : Frédérique Castelli, alias « Fred » (78 épisodes), la secrétaire de Nancy.
- Alain Bouzigues : Philippe Gatin (64 épisodes), l'informaticien.
- Shirley Bousquet : Nancy Langeais (58 épisodes), la directrice administrative et financière.
- Sylvie Loeillet : Carole Dussier-Belmont (52 épisodes), la directrice marketing qui remplace Claire. (saison 2 à 4)
- Philippe Cura : André Markowicz (50 épisodes), le chauffeur du président.
- Noémie Elbaz : Julie Hassan, alias « Juju » (43 épisodes), la standardiste.
- Marc Andréoni : Serge Touati (37 épisodes), le psy qui remplace Franck. (saison 2 à 4)
- Karim Adda : Vincent Schneider, alias « Vince » (36 épisodes), le préposé au service courrier.
- Sophie Renoir : Éva Kovalsky (7 épisodes), la directrice marketing qui remplace Carole pendant son arrêt maladie.
- Lucien Jean-Baptiste : Franck Marchand (7 épisodes), le psy. (saison 1)
- Margot Faure : Claire Langeais (5 épisodes), la directrice marketing. (saison 1)

### Invités
La série a également accueilli de nombreux invités, plus ou moins récurrents.
- Le plus célèbre est sans doute Tom Novembre, que l'on voit à sept occasions dans le rôle de Stanislas Privisevsky[9], un employé d'origine polonaise aux idées politiques proches de l'extrême-droite qui travaille chez Digix, l'entreprise rivale située à l'étage au-dessus, et qui est l'ennemi personnel de Jean-Claude Convenant. Tom Novembre apparaît également dans l'épisode « Film d'entreprise », dans le rôle d'un cinéaste payé par la boîte pour tourner un film sur le quotidien de l'entreprise.
- Chantal Neuwirth, qui intervient souvent avec son rôle de Annie Touchard / Mme Sorel (9 épisodes), une stagiaire / ancienne employée de la boîte.
- Élie Semoun, qui interprète plusieurs fois le rôle de Jean-Louis Lezen, un vigile assez perturbé mentalement.
- Rachel Darmon, qui interprète Sarah, la fille d'Hervé, présente à partir de la 6e saison.
- Kad Merad, qui interprète plusieurs fois dans la 1re saison le rôle d'un psychopathe ou d'un pervers.
- Henri Guybet, qui interprète le rôle du père de Jean-Claude Convenant (le fils d'Henri Guybet, Christophe Guybet, apparaît lui aussi dans la série dans divers rôles).
- Michaël Youn, entre autres dans le rôle d'un postulant (et qui a piégé l'équipe lors d'un tournage avec son porte-voix du Morning Live)[10].
- Raphaële Godin, qui joue une consultante puis la fille de Jean-Guy.
- Raphaël Lenglet, qui joue le rôle de Dimitri Kovalski, le fils d'Éva, dans quatre épisodes[11].
- David Talbot, qui apparaît dans quatre épisodes : dans sa première apparition, il joue le rôle de Jean-Pierre Humbert, un commercial et ancien collègue de Jean-Claude avec qui il formait « L'aigle à deux têtes ». Il apparaît aussi dans trois épisodes dans le rôle de Riton, alias « Pine de serin », un ancien camarade de régiment d'Hervé Dumont. Dans ces trois épisodes, il est également le fiancé de Jeanne.

Mais aussi : Lionel Abelanski, Olivier Baroux, Didier Bénureau, Macha Béranger, Patrick Bouchitey, Anne Caillon, Guillaume Depardieu, Lorànt Deutsch, Dieudonné, Mouss Diouf, Thierry Frémont, Laurent Gamelon, Chantal Lauby, Pascal Légitimus, Ged Marlon, Mathilda May, Pascal Obispo (dans son propre rôle), Manu Payet, Dominique Pinon, Jean-Luc Porraz, Jean-Paul Rouve, Bruno Salomone, Gérard Vives, Michel Vuillermoz et François Monnie entre autres.
Gustave Kervern fait plusieurs apparitions dans la série, jouant différents rôles assez distincts. Olivier Doran incarne également plusieurs personnages, comme un commercial ou un animateur de télévision. Sören Prévost interprète aussi trois personnages distincts : un stagiaire en communication, un coursier et un publicitaire. Dans l'épisode pilote, José Garcia interprète le rôle du commercial qui vend et installe la nouvelle machine à café. Le fils d'Yvan Le Bolloc'h, Jordi, joue également le rôle de Jason Convenant, le fils de Jean-Claude dans un épisode. Enfin, le producteur de la série, Jean-Yves Robin, fait aussi une apparition (caméo) en jouant le rôle d'un commercial de chez Digix.

## Décors
La série Caméra café se caractérise par un lieu de tournage unique : l'espace détente de l'entreprise, autrement dit sa salle de pause.
Cet espace, vu de la machine à café, se présente de la manière suivante : il s'agit d'une sorte de large couloir aveugle, la machine à café se situant contre le mur du fond, sur le côté le plus proche du spectateur. À l'extrémité opposée de la machine, l'espace s'ouvre sur un couloir latéral à droite et à gauche (qui dessert les bureaux de l’étage), ainsi que sur l'ascenseur d'entrée de la boîte, qui se trouve au fond. Sur le côté gauche de l’espace détente, se trouve une porte donnant accès aux toilettes. Le décor offre ainsi quatre possibilités d'entrée et de sortie aux comédiens.
Le sol de l'espace détente est recouvert de dalles de moquette grise. Les murs sont peints en blanc, avec certains encadrements, ainsi que la porte des toilettes peints en jaune (dans la première saison, l'espace est entièrement blanc). L'éclairage est assuré par des néons, ainsi que par trois panneaux lumineux bleus : un sur le mur de droite et un sur chaque mur du fond de part et d'autre de l'ascenseur.
Au niveau de l'ameublement, l'espace détente possède trois tables hautes rondes en aluminium, ainsi que deux ou trois arrangements de plantes vertes. Derrière la porte des toilettes, se trouvent une poubelle métallique, une photocopieuse et le panneau d'information du CE (cher à Hervé). Enfin, on peut voir dans le fond de l'espace l'un ou l'autre panneau d'information en liège, une deuxième photocopieuse (sur la gauche de l'ascenseur), une horloge (qui ne possède pas d'aiguille, suivant la saison regardée) et une fontaine à eau sur la droite de l'ascenseur. Contrairement à la machine à café, cette fontaine ne joue aucun rôle autre que d'arrière-plan, à deux exceptions près : dans l'épisode Le Choc des titans, Hervé et Jean-Claude tentent de se servir du porteur d'eau pour attaquer André, et dans Prohibition, Jean-Claude utilise une bonbonne d'eau pour introduire en douce de l'alcool au bureau. Enfin, un téléphone se trouve à gauche de la machine (il n'est donc pas visible dans l'axe de la machine).
Enfin, l'ascenseur d'entrée de la boîte joue un rôle important. Il se trouve au fond de la scène, droit dans l'axe de la caméra qui — du moins dans les premières saisons — peut effectuer des gros plans sur les personnages qui en sortent ou qui y entrent pour quitter l'étage. Il s'ouvre par deux portes coulissantes ; ses parois sont du même jaune que certains encadrement de l'espace (mais en rouge dans Espace détente, le premier film de la série) et il présente un grand miroir sur son fond. L'ascenseur est le moyen d'accès privilégié des employées et visiteurs à l'étage de l'entreprise, mais on peut aussi utiliser des escaliers (qui sont situés hors scène). Intimer l'ordre à un visiteur (ou plus rarement à un employé) de repartir en empruntant l'escalier est le moyen utilisé (principalement par Jean-Guy) pour officialiser sa disgrâce.
L'entreprise est vue uniquement par l'étage où se trouve l'espace détente, mais d'autres étages sont évoqués, notamment ceux de la direction, l'étage où se trouve la cafétéria, le rez-de-chaussée où travaille la standardiste Juju, ainsi que le parking des employés. Par ailleurs, l'entreprise Digix, concurrente de la boîte dans la série, se trouve à l’étage supérieur.
Certains lieux extérieurs sont aussi souvent évoqués, comme les restaurants « La Pintade qui fume » (on entend « La Patate qui fume » dans certains épisodes) et « Le Cheval fougueux », ainsi que le bar « Le Balto », chers à Jean-Claude Convenant et son ami Hervé Dumont.

## Personnages

### Hervé Dumont, alias «Vévère»

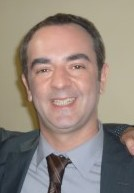
Bruno Solo, l'interprète d'Hervé Dumont.

Hervé Dumont est l'un des deux personnages principaux de la série. Il occupe le poste de directeur des achats de l'entreprise. Inséparable ami de Jean-Claude Convenant, il est aussi le délégué syndical CFDS, délégué du personnel et le responsable du comité d'entreprise de la boîte.
Grand amateur de chemises à manches courtes et collectionneur émérite de galets peints, ses manies et ses hobbies de vieux célibataire divorcé et solitaire lui valent régulièrement les moqueries de ses collègues (et de ses conquêtes féminines, notamment Fred), dont certains le traitent de « ringard ». Hervé est aussi connu pour son avarice et sa pingrerie, surtout depuis que ses différents héritages ne sont plus un secret pour personne.
Du fait de ses fonctions de responsable syndical et délégué du personnel, Hervé prend régulièrement la défense de ses collègues de travail face aux manœuvres de la direction, en particulier celles du DRH de l’entreprise, Jean-Guy Lecointre, avec lequel il mène des débats qui sont la plupart du temps houleux, mais qui finissent souvent par un accord négocié âprement de part et d'autre. Cependant, Hervé n'hésite pas à « retourner sa veste », si cela peut lui servir,, ayant à de nombreuses reprises cédé aux pots-de-vins de Jean-Guy ou de la direction.
Bien que très magouilleur, (il a d'ailleurs truqué son CV pour entrer dans la boite), étonnamment, ceci ne change en rien son engagement politique, marqué à gauche ainsi que par sa volonté de défendre l'exception culturelle française (par exemple face à la diffusion de la culture américaine en France), bien que cela le conduise souvent dans des situations où il se retrouve ridicule.
Côté cœur, Hervé, bien que célibataire, noue avec Fred une relation épisodique ; il voue aussi une attirance pour chaque jolie fille du bureau (notamment Juju avec qui il aura un début d'histoire). Il a cependant une fille prénommée Sarah, fruit d'une relation oubliée dans les années 1980, dont il apprendra l'existence lorsque celle-ci se présentera dans l'entreprise à ses 17 ans. Il a aussi une sœur plus jeune que lui et des neveux. Dans le film Espace détente, on apprend que sa sœur a couché avec Jean-Claude.
Hervé et Jean-Claude martyrisent à loisir Sylvain Muller, un des comptables de la boîte, mais ils sont à l'inverse les souffre-douleurs d'André, le chauffeur du Président.
Hervé est un cinéphile convaincu et ne cesse de s'en vanter lorsqu'on parle de cinéma dans la boîte. Il possède une excellente culture cinématographique et est avide de le démontrer, allant jusqu'à se disputer avec ses collègues sur ce sujet. En tant que responsable du CE, il s'occupe aussi du ciné-club et de la vidéothèque de la boîte, qui contient des « classiques » et des films « subversifs », censurés par Jean-Guy. Jean-Claude en profite d'ailleurs pour cacher des films pour adultes dans certaines jaquettes de la vidéothèque, ce qui ne manque pas de se voir lorsqu'il y a des emprunts incessants, mettant alors Hervé dans l'embarras.
Hervé roule en Renault R11 et est allergique aux piqûres de guêpes.
Dans le film Le Séminaire, lorsque Hervé regarde sa fiche d'évaluation, on peut y lire qu'il est né le 23 avril 1965 et qu'il habite au 20, boulevard Renoir à Chimoux (96200, ville et code postal fictifs). Quant à sa relation avec Fred, elle débouche sur un mariage.

### Jean-Claude Convenant, alias «JC»

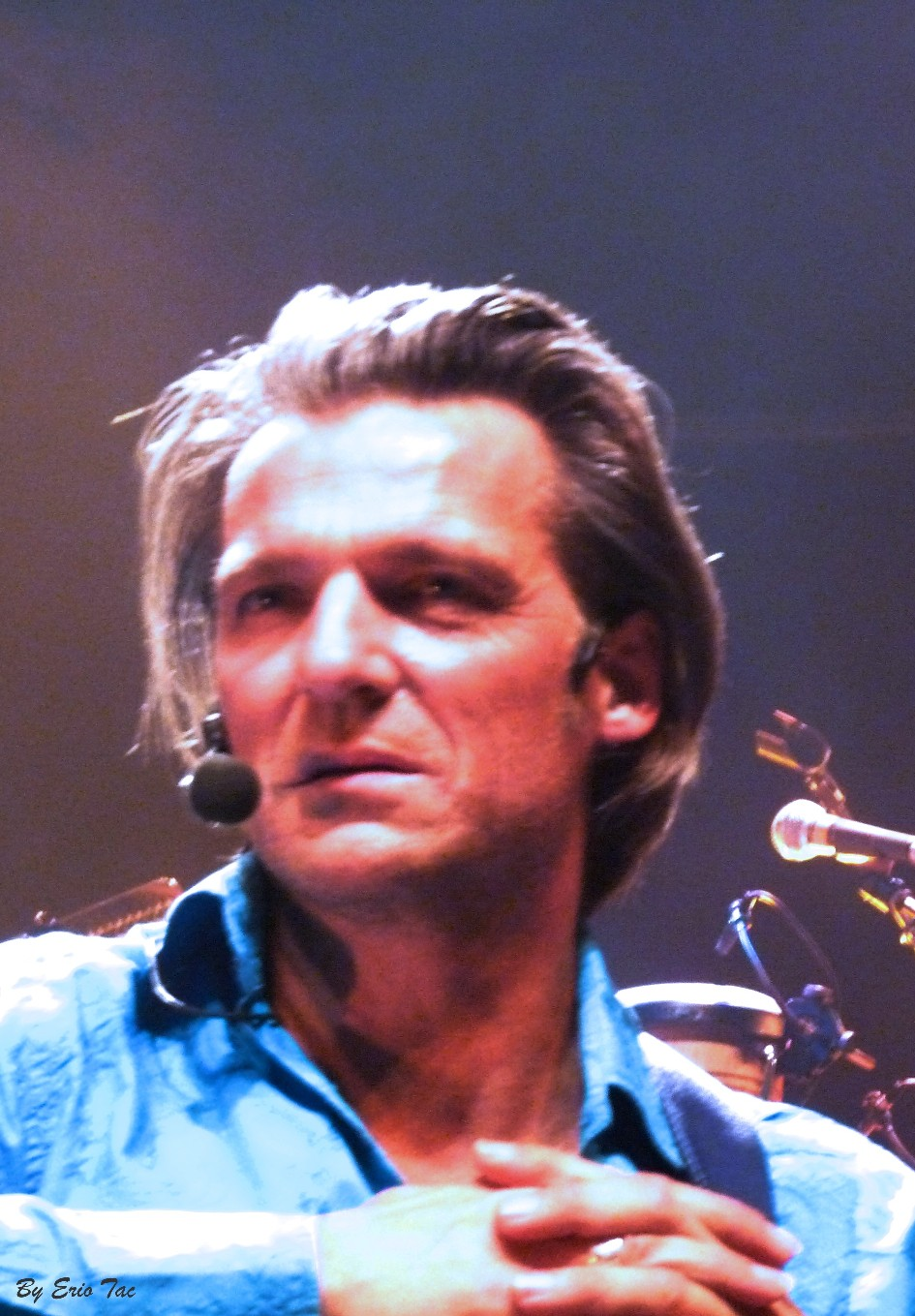
Yvan Le Bolloc'h, l'interprète de Jean-Claude Convenant.

Compagnon inséparable d'Hervé, Jean-Claude Convenant est un commercial de l'entreprise, le « meilleur vendeur de la boîte », où il est employé depuis 15 ans, comme il aime à le rappeler avec fierté : « 15 ans de vente dans la boîte, 15 ans de boîte dans la vente, ça marche dans les deux sens ! » ; ou alors : « 15 ans d'expérience feront toujours la différence ! » Il emploie d'ailleurs souvent des expressions fleuries ou imagées pour illustrer son propos.
Un autre des gimmicks de Jean-Claude est, souvent, de crier « [Alors] on parle de moi ? » lorsqu’il voit des gens à l'espace détente en train de discuter, ce qui fait généralement sursauter tout le monde (ou bien de dire « Ah, on parle de moi là ! », quand il arrive en entendant un propos flatteur). Il aime aussi donner de grandes claques dans le dos lorsqu'il est de bonne humeur, ce qui fait généralement valdinguer contre le mur les personnes moins charpentées que lui... Lorsqu'il pense avoir trouvé une idée particulièrement brillante ou avoir fait un acte audacieux, il ne peut s'empêcher, de manière humoristique, de s'embrasser le dos de la main droite pour la tendre vers son interlocuteur (habituellement Hervé) en lui disant : « T'en veux ? ».
Son style vestimentaire est assez convenu, Jean-Claude aimant particulièrement les costumes aux motifs colorés et criards (avec cravates assorties) ou ceux, assez ringards, du tailleur pour hommes « Rémi Garenne » associés avec des chaussettes blanches (qui se voient) et une coupe de cheveux laqués et plaqués en arrière (avec la raie sur le côté), ce qui l'amènera à être choisi par un publicitaire sans scrupules pour une campagne de publicité grotesque sur les péquenots de province...
Les années passées au sein de la boîte à parcourir le pays en quête de nouveaux clients ont fait de Jean-Claude un expert dans le domaine des relations humaines et les techniques de vente. Au volant de sa Citroën Xantia, il sillonne les routes de rendez-vous clients en rendez-vous clients, ce qui lui pose parfois problème, en raison de son goût immodéré pour la boisson. En effet, Jean-Claude manque plusieurs fois de se faire licencier vu son état d’ébriété avancée pendant le travail, ayant été à l'origine de plusieurs accidents de la route rocambolesques. Cependant, Jean-Claude roule bien mieux et est un bien meilleur vendeur lorsqu’il a un « coup dans le nez » (ivre) qu’à jeun, le prouvant à de nombreuses reprises. Il maintient d’ailleurs sa « réputation » en étant l'un des piliers assidus du « Balto », le bar qui se trouve dans la rue en face de l'immeuble de la société... Arrivant au travail souvent éméché, il garde en permanence dans la poche de son veston une flasque d'alcool, au cas où... et notamment pour soigner son ulcère qui le tiraille souvent,.
Amateur de bonne chère, Jean-Claude va souvent manger (notamment avec Hervé) au restaurant « La Pintade qui fume », qui propose des plats du terroir copieux. Pour lui, ce restaurant est un lieu privilégié où il emmène ses conquêtes d'un soir, ou les clients qu'il tente de « dérider » en les faisant boire plus que de raison, avec comme coup final la petite poire maison, qui conclut souvent une vente réussie...
Un rien macho, Jean-Claude vit avec sa femme Véronique (Véro) et ses trois enfants : Jason, Kevin et Latoya (prénom dans le film Espace détente ; elle est appelée Bélinda dans plusieurs épisodes de la série,). L'aîné, Jason, se crée souvent des problèmes à l'école, faisant par la même occasion bien souvent la fierté de Jean-Claude, qui voit en lui le fils prodige, digne successeur de la famille Convenant. Dans un épisode, il est dit que Jean-Claude a un quatrième enfant, âgé d'un an. Dans le film Le Séminaire, Jean-Claude essayera de reconquérir le cœur de Véro, qui l'a quitté peu de temps auparavant pour s'installer à Paris avec leurs enfants, après que celui-ci a accidentellement mis le feu à leur maison.
Jean-Claude incarne le beauf dans toute sa splendeur et, en tant que tel, il est un grand fan du chanteur Johnny Hallyday. Il est par ailleurs amoureux de sa voiture, sa Citroën Xantia « tunée » (jantes en aluminium, sièges en cuir, moteur gonflé, etc.) qui passe pour lui avant sa femme et ses enfants. C'est également un fana du camping-car avec lequel il part tous les ans en vacances (le plus souvent dans des campings) ou pour suivre le Tour de France. Son camping-car, que Hervé appelle de façon irritante « roulotte », est aussi une sorte de « second foyer » pour JC en cas de dispute (fréquentes) avec Véro, que ce dernier n'hésite d'ailleurs pas à tromper au cours de ses nombreux déplacements. Toutefois, une femme résiste à toutes ses tentatives de drague, malgré l'acharnement de JC : il s'agit de Nancy, l'une des cadres de sa boîte qui le méprise et s'amuse de ses manières douteuses. Jean-Claude multiplie les aventures extra conjugales sans prendre toujours toutes les précautions nécessaires et a, de fait, à son actif au moins trois enfants naturels illégitimes.
À la suite d'un malencontreux accident d'aspirateur, Jean-Claude n’a plus qu'un testicule,. Mais il a gardé le deuxième, qu'il conserve dans un bocal rempli de formol dans une boîte rangée dans son bureau et auprès de laquelle il se recueille une fois par an, lors de l'anniversaire du tragique accident. Il rappelle d'ailleurs de temps en temps cet accident de manière involontaire, lorsqu'il se vante de faire un coup audacieux qui va lui rapporter : « La c... en or qu'on va se faire ! ».
Jean-Claude a pour ennemi personnel Stanislas Privisevsky, le responsable du service Contentieux (puis du service des achats) d'origine polonaise de chez « Digix », la société de l'étage du dessus. Il écorche souvent et intentionnellement son nom (par exemple en l'appelant « M. J'pète-en-ski », « M. Range-tes-skis », « M. Kiki »), ce qui est la source de nombreux incidents entre lui et Privisevsky, les deux n'hésitant d'ailleurs pas à se faire des coups tordus, voire à se battre à plusieurs reprises. Jean-Claude écorche aussi sans le faire exprès le nom du chat de Maéva, qui s’appelle Antisthène ; il le nomme toujours « Antineige » ou « Antigel ».
Très limité intellectuellement (dans certains épisodes), Jean-Claude lit horriblement mal (comme un enfant de 10 ans) et fait des fautes d’orthographe et de syntaxe affreuses qui remplissent Hervé de honte lorsqu'il le lit, l'entend parler ou épeler un mot,,.
Dans Le Séminaire, lorsqu’Hervé regarde sa fiche d'évaluation, on peut y lire que Jean-Claude est né le 4 mai 1964 et qu'il habite sur la route des moulins à Chanoix (96122).
Dans le téléfilm Caméra Café, 20 ans déjà, Jean-Claude est viré de l'entreprise en 2019.

### Sylvain Muller

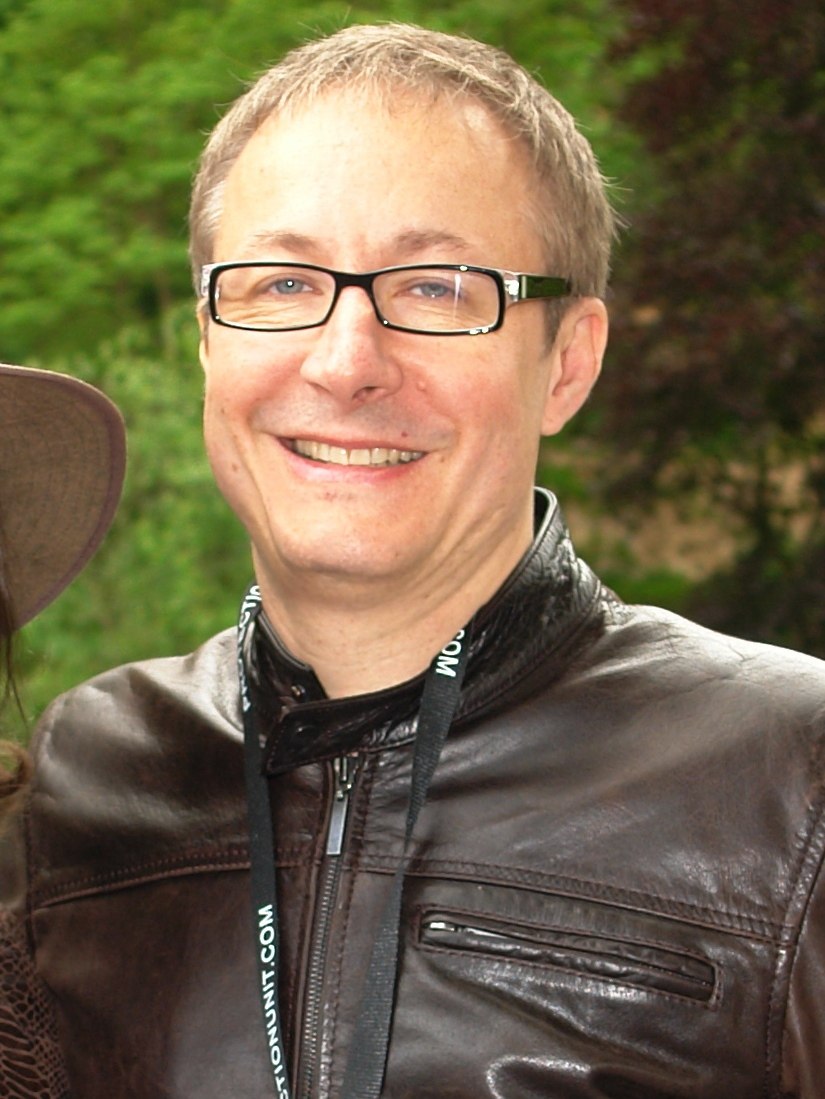
Alexandre Pesle, l'interprète de Sylvain Muller.

Sylvain Muller est un des comptables de l'entreprise. Personne fluette, affublée d'une grande paire de lunettes, d'une voix monocorde et d'un sourire niais, il est très introverti et naïf.
Âgé d'une trentaine d'années, Sylvain vit chez sa mère, Bernadette, qu'il vénère et respecte (et craint) beaucoup. Son mal-être d'adolescent refoulé et sa timidité maladive en font bien souvent la cible préférée des moqueries et des brimades de la part de Jean-Claude et d'Hervé (voire d'autres collègues selon l'occasion,,). Il leur arrive cependant d'être sympathiques à son égard de temps à autre, bien que cela cache souvent de mauvaises intentions. Durant les premières saisons de la série, il fait preuve d'une certaine confiance en lui qu'il semble perdre dans les saisons ultérieures, au profit d'un rôle de souffre-douleur plus important.
Très consciencieux et compétent dans son travail, Sylvain se dévoue totalement à son activité de comptable, « une tradition familiale chez les Muller », explique-t-il. Il a d'ailleurs toute la confiance de Jean-Guy, qui l'utilise sans vergogne pour maquiller la comptabilité de l'entreprise ou pour tout autre tâche ingrate ou à la limite de la légalité, lorsque le besoin s'en fait sentir.
Au départ pas du tout attiré par Maéva, Sylvain finit par nouer une relation assez platonique avec elle, plus tard dans la série, mais qui ne se concrétisera définitivement que dans le film Espace détente. Mis-à-part sa « romance » avec Maéva, Sylvain n'a aucune vie sentimentale et encore moins sexuelle (il est toujours vierge à 28 ans). Ses activités à l'extérieur de l'entreprise se limitent bien souvent aux sorties avec ses copains du club de Scrabble, qu'il surnomme « les Furieux ». Il y joue aussi beaucoup avec sa mère.
Sylvain a une grande fascination pour les États-Unis, pays qu'il ira visiter une fois pendant ses vacances. Il semble également s'intéresser aux histoires de science-fiction ou aux théories complotistes, puisqu'il cite des séries comme X-Files et Star Trek, et qu'il pense que les Bretons ont des dispositions pour la magie blanche ; dans le film Espace Détente, il devient vite convaincu être le sujet d'expériences menées par l'antagoniste Arnaud Roussel, qu'il soupçonne d'être un mutant. Dans un autre épisode, il pense qu'il est lui-même en train de muter à la suite d'une soirée trop arrosée au curaçao, quand il se rend compte que celui-ci change la couleur de son urine...
Pendant ses pauses à l'espace détente, il aime à raconter longuement tout ce qui lui arrive dans sa vie quotidienne, ce qui, en général, ennuie rapidement son interlocuteur (qui ne manque pas de lui faire savoir)... Sa chanson préférée est Le Petit Bonhomme en Mousse de Patrick Sébastien qu'il chantonne souvent en arrivant à la machine à café. Il tente parfois de briser son image d’introverti et de victime, en prenant la parole en public mais, en général, cela se retourne contre lui.
Sylvain est allergique au thon rouge.
Dans Le Séminaire, on apprend que Sylvain est mort de façon atroce après avoir consommé un steak contaminé. Selon Maéva, Sylvain, sous le coup de l'émotion provoquée par la nouvelle de la grossesse de celle-ci, a mal cuit son steak qui faisait partie d'un lot contaminé. Ce steak lui a provoqué une insuffisance rénale, pour laquelle il a subi des tests à l’hôpital de Chimoux-la-Vallée. Au cours de ces examens, le malheureux comptable est sur-irradié par une machine défectueuse, lui faisant perdre la vue. Deux jours plus tard, en allant chercher des fraises pour Maéva (envie de femme enceinte), il est mortellement fauché par un jeune circulant en scooter. Bruno Solo imagina cette justification lors du tournage pour expliquer l'absence du personnage de Sylvain dans le film, à cause d'un désaccord avec l'acteur Alexandre Pesle, pour des raisons en partie financières.
À la fin du téléfilm Caméra Café, 20 ans déjà, Sylvain revient d'Asie après avoir survécu au tsunami de 2004 . Il serait ainsi devenu le patient zéro de la pandémie de Covid-19. Il se trouve également à New York, lors des Attentats du 11 septembre 2001, auxquels il survit également. 

### Maéva Capucin

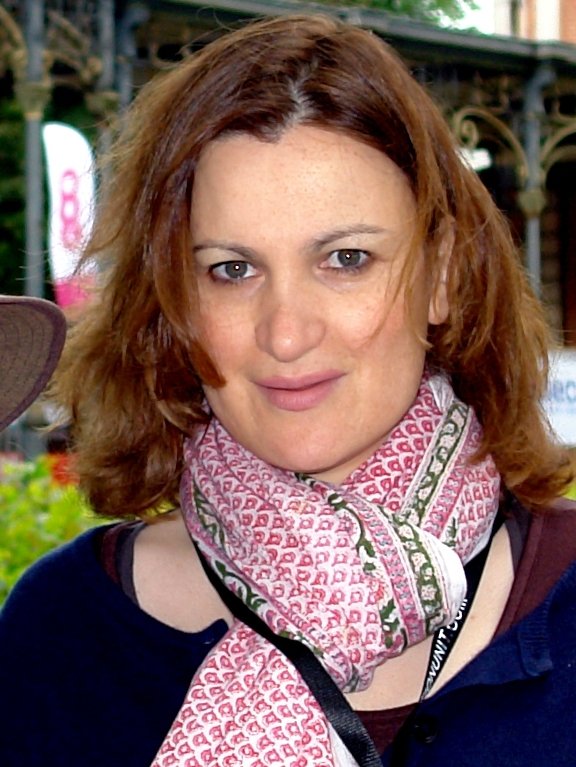
Armelle, l'interprète de Maéva Capucin.

Maéva Capucin est une secrétaire de la boîte, responsable du service des archives et des stocks. Elle est aussi l'assistante de Carole. Vieille fille hyper-émotive au tempérament fleur bleue et introverti, Maéva est l'équivalent au féminin de Sylvain, avec qui son idylle reste toujours non consommée, à son grand dam,,. Étrangement, elle sera draguée par un Chippendale, John-Kevin, mais résistera à ses avances.
Maéva possède un animal de compagnie, un chat qu'elle a nommé Antisthène (surnommé « Antineige » ou « Antigel » par Jean-Claude) dont elle déplorera la perte lors de la 4e saison. Elle voue une passion à la poésie et compose elle-même quelques vers à ses heures perdues, mais ses créations sont souvent d'une tristesse extrême et n'intéressent personne dans la boîte, ses collègues préférant se moquer de sa sensibilité et de sa « relation » avec Sylvain.
Maéva semble plus cultivée et plus vive que Jeanne, mais aussi nettement moins attirante. À l'instar de cette dernière, elle peut faire preuve d'une naïveté frisant la bêtise. Ainsi, grâce à Hervé et à Fred, elle échappe de peu à « Gardanel », le gourou d'une secte extorquant de l'argent à ses adeptes en prétendant l'utiliser pour des causes humanitaires intergalactiques.
Maéva est très fière de son poste, ce qui lui vaudra quelques perfidies de la part de Juju (qu'elle prend de haut de temps en temps), qui tente par deux fois de prendre sa place ; mais elle arrivera à la contrer. Par contre, elle s'entend très bien avec Jeanne et Fred. Cependant, en tant qu'adjointe de Carole, Maéva doit subir la mauvaise humeur de cette dernière quand elle fait des erreurs, Carole n'hésitant pas à la harceler.
Dans Le Séminaire, lorsque Hervé regarde sa fiche d'évaluation, on peut y lire que Maéva est née le 7 novembre 1970 et qu'elle habitait en concubinage avec Sylvain à l'adresse suivante : 94, chemin des grues à Vévrilles (96250).

### Jeanne Bignon
Jeanne Bignon est une secrétaire de direction de la boîte et l'assistante de Jean-Guy Lecointre, le DRH de l'entreprise. Elle a aussi été l'assistante de Nancy. Âgée d'une trentaine d'années, divorcée d'avec Jean-Louis, cette grande et belle blonde dotée d'un physique agréable ne désespère pas de trouver un jour le prince charmant, bien qu'elle ne tombe que sur des « sales types » qui la maltraitent ou qui abusent de sa gentillesse pour la quitter après.
Pas très maligne et un peu trop naïve (voire carrément idiote dans certains épisodes), sa culture se limite à l'astrologie et à l'actualité de la presse people. Jeanne est souvent la cible des blagues de Jean-Claude et d'Hervé, mais reste appréciée de tous en raison de son bon caractère et de sa bonne volonté, que certains n'hésitent pas à utiliser en leur faveur.
Jeanne se démène pour s'occuper seule de ses trois enfants, (dont une fille, Lise) qu'elle a eus jeune, ce qui l'a forcée à arrêter ses études et à prendre un emploi de secrétaire avec un petit salaire,. Cela lui vaut parfois d'arriver en retard au travail, et par la même occasion d'irriter Jean-Guy. Celui-ci ne rate d'ailleurs jamais une occasion de martyriser la pauvre secrétaire, qui réclame en vain depuis des années ses mercredis, après-midi pour pouvoir s'occuper de ses enfants.
Serge, le psychologue de la boîte, essaye désespérément de la séduire, mais Jeanne reste insensible à ses avances. Par ailleurs, elle s'entend moyennement avec Juju et la traite souvent de façon hautaine. Elle s'entend par contre très bien avec Maéva ou Fred, et moyennement avec Nancy et Carole.
Dans Le Séminaire, lorsque Hervé regarde sa fiche d'évaluation, on peut y lire que Jeanne est née le 1er février 1968 et que son adresse est le 19, avenue Marat à Chimoux (96200).
Dans le téléfilm Caméra Café, 20 ans déjà, Jeanne s'occupe de Jean-Guy, devenu grabataire.

### Philippe Gatin

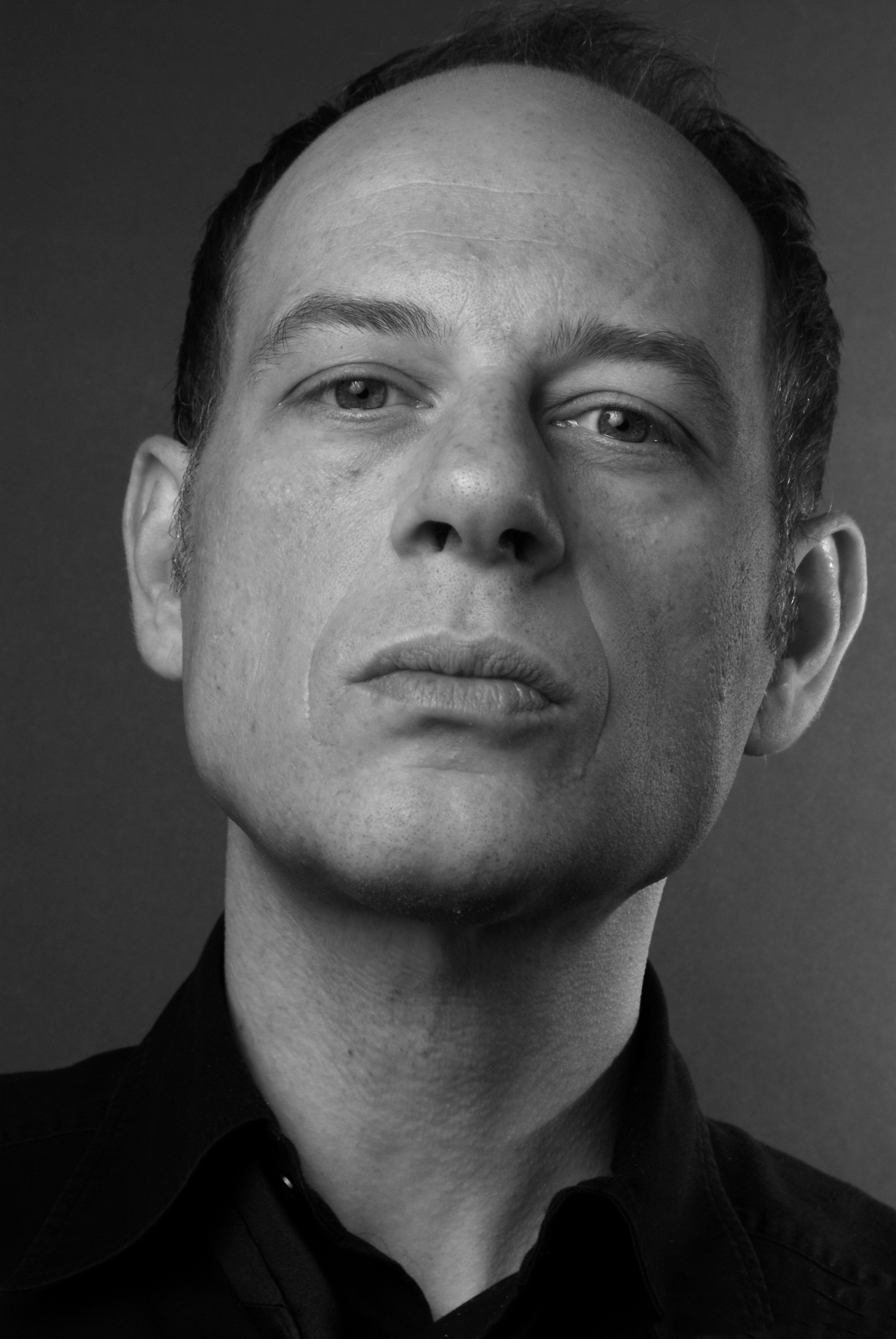
Alain Bouzigues, l'interprète de Philippe Gatin.

Philippe Gatin est le responsable du service informatique de la boîte, dont il est l'administrateur réseau. Âgé d'une trentaine d'années, c'est un éternel adolescent, toujours émerveillé par les miracles des nouvelles technologies,, ce qui lui fait souvent perdre de vue les réalités de l'entreprise.
Son homosexualité assumée et sa personnalité efféminée (jusque dans ses tenues vestimentaires), qu'il ne cache pas puisqu'il tente même de retourner certains collègues masculins de l'entreprise, sont tout juste tolérées par Jean-Guy. Certains, comme Jean-Claude ou Hervé, sont plus réfractaires (surtout JC).
Philippe vit une relation tumultueuse, ponctuée de nombreuses disputes et ruptures, avec son petit ami Adrien, qu'il surnomme affectueusement « Bichon ». Il a aussi eu une relation avec Dimitri, le fils d’Éva. Philippe est, comme Sylvain, le souffre-douleur favori d'André qui l'a déjà envoyé plusieurs fois à l’hôpital.
Lorsque Hervé regarde sa fiche d'évaluation, on peut y lire que Philippe est né le 2 septembre 1971 et qu'il habite au 3, boulevard de la République à Chimoux (96200).
Dans le film Le Séminaire, Maéva, veuve mais aussi enceinte de Sylvain, trouvera en Philippe le soutien moral et la complicité dont elle a besoin à ses côtés dans son rôle de future et jeune maman. Bien que leur relation soit strictement amicale, il assumera le rôle de père adoptif de Sylvaine, fille de Sylvain et Maéva.
Dans le téléfilm Caméra Café, 20 ans déjà, il devient riche à la suite d'investissements dans le bitcoin.

### Frédérique Castelli, alias «Fred»
Frédérique Castelli est la secrétaire de Nancy. Fred est la jeune femme un peu « trash » et « rebelle » de l'entreprise, qui cultive une certaine forme d'excentricité à travers son langage direct (voire assez cru parfois), son apparence vestimentaire non-conformiste, ses tendances bisexuelles et son addiction aux drogues les plus variées.
Il lui arrive parfois d'être sous l'emprise de substances illicites au sein même de l'entreprise, pour supporter son travail qu'elle déteste. Fred est une grande fana des soirées, des raves party et autres spectacles où elle peut « s'éclater » et consommer des drogues nouvelles. Par ailleurs, elle a un frère délinquant, qui passe son temps à sortir et retourner en prison.
Fred entretient, curieusement, une relation amoureuse épisodique avec Hervé Dumont qu'elle a tendance à régir de manière autoritaire, décidant des périodes où cette relation doit avoir lieu ou pas. Bien qu'elle se fiche de lui (et le trompe avec d’autres hommes), et l’éconduise souvent, Fred est très jalouse des femmes qu'Hervé serait tenté de fréquenter, et lui fait des scènes de ménage mémorables. À cette occasion, elle aime à l’appeler « Dumont » (sans dire son prénom), pour le dévaloriser,.
Fred est également très jalouse de la fille d'Hervé, Sarah, qu'elle déteste (car celle-ci est plus jeune qu'elle, Sarah le lui faisant bien ressentir lorsqu’elles se croisent), sentiment partagé par Sarah. Aussi curieux que cela puisse paraître, elle s'entend assez bien avec Maéva et Jeanne. Elle s'entend aussi très bien avec Vince.
Dans Le Séminaire, Fred aura une petite fille avec Hervé, prénommée Marie-Georges (sans doute un prénom choisi en raison de l'orientation politique d'Hervé, en référence à Marie-George Buffet), mais ils se sépareront peu après, après que Fred a fait son Coming out en tant lesbienne.

### Vincent Schneider, alias «Vince»
Vincent Schneider, alias Vince (prononciation à l’américaine Vi-n-ss) est l'employé du service courrier de la boîte. Jeune homme à l'allure sportive, allié à un esprit ouvert et décontracté, Vince est la coqueluche des jeunes femmes de l'entreprise. À l'image de Fred, il n'a aucune ambition et son seul intérêt dans la vie est la pratique des sports de glisse sous toutes leurs formes, notamment le surf. Il partage d'ailleurs avec Fred la consommation de drogues dites « douces » (le cannabis).
Vince s'entend plutôt bien avec à peu près tout le monde, du fait de son attitude décontractée et de son caractère enjoué, et aime parsemer ses phrases de termes anglais (le mot « man » en particulier) ; par exemple, il surnomme Hervé « Arvie ».
Tel un véritable surfeur, Vince porte un regard plutôt désabusé sur la société actuelle et semble totalement désintéressé par les thèmes « sérieux », comme la politique. Cependant, il prend fait et cause pour l’environnement, ayant dans un épisode participé avec Maéva à une manifestation contre les « pollueurs de la nature » (une compagnie pétrolière) et se dit prêt à voter écolo, car il aime l'idée de profiter de plages propres.
À partir de la saison 3, Vince fréquente Sarah, la fille d'Hervé, d'abord à l'insu de son père mais ils seront finalement découverts.

### Julie Hassan, alias «Juju»

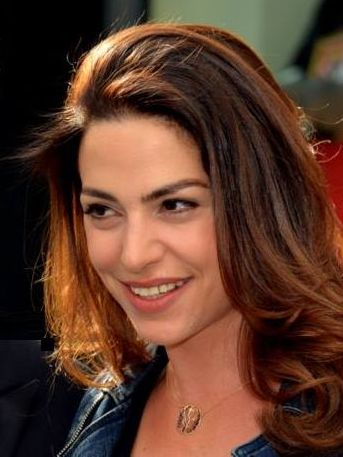
Noémie Elbaz, l'interprète de Julie Hassan.

Julie Hassan est la standardiste de l'entreprise. Jeune fille embauchée par Jean-Guy (qui la tira ainsi de sa cité où elle croupissait), sa vingtaine d'années et son côté « femme-enfant » font de Juju la chouchoute des autres employés. Grâce à cela, elle apprend beaucoup de choses sur le reste du personnel et n'hésite pas à s'en servir de temps à autre pour son propre compte, faisant ainsi passer son emploi de standardiste à temps partiel vers un emploi à temps plein.
Du fait de son emploi mal payé de standardiste (Jean-Guy profitant de son ascendant sur elle pour l’exploiter), Juju a souvent des problèmes d'argent, ce qui l’entraine parfois dans des problèmes insolubles dont ses collègues tentent de profiter (notamment Hervé et Jean-Claude), ou bien qui la forcent à magouiller pour gratter ici ou là un extra à son salaire.
Juju a quelques affinités avec Vince, avec qui elle aura une relation ponctuelle (qui deviendra plus tard durable dans Espace détente). Elle a aussi été la rivale de Fred, à cause de sa jalousie pendant un temps pour Hervé ; elle aura aussi une courte liaison avec le fils de Jean-Guy. Elle entretient avec Maéva des relations qui peuvent être tendues à l'occasion, cette dernière ayant tendance à la prendre de haut car redoutant que Juju ne lui fasse de l'ombre ou ne la remplace.

### Jean-Guy Lecointre
Jean-Guy Ebenezer Lecointre est le DRH de la boîte. Ardent réactionnaire, il pratique une gestion d'entreprise toujours en faveur de la direction et de la réduction des coûts, traquant sans relâche les maillons faibles ou les éléments perturbateurs de l'entreprise. À moins bien sûr que leurs manquements ne puissent rejaillir sur lui, car il est après tout celui qui les a engagés.
Parfois méprisant envers le reste du personnel,, en particulier avec Jeanne qu'il ne cesse de harceler moralement (la traitant plusieurs fois de « gourde », et menaçant de la pincer si elle « continue à couiner »), Jean-Guy représente le type même du bourgeois despotique et pédant, mais servile et hypocrite avec le patron, ce qui fait de lui un personnage foncièrement antipathique. Son principal ennemi dans l'entreprise est le syndicaliste Hervé Dumont dont il aime à railler les « diatribes gaucho-syndicalistes » et avec qui il ne cesse de se disputer lors des conflits sociaux de la boite ou sur toute menace de suppression des avantages du personnel ; mais ils deviendront finalement amis dans Le Séminaire.
Son expression favorite est : « Je compte sur vous, ne me décevez pas ! », qu'il assène régulièrement à ses interlocuteurs (les employés, voire les cadres de la boîte), sous forme de menace s'ils n'exécutent pas correctement ce qu'il leur a ordonné de faire. Très craint par l'ensemble du personnel de la boîte, seul André, le chauffeur du Président, reste insensible à ses menaces, du fait de son statut (et de sa carrure…). C'est d'ailleurs le seul qui peut instiller à Jean-Guy de l'inquiétude, se faisant l'émissaire du Président pour surveiller la bonne exécution de ses instructions.
Âgé d'une cinquantaine d'années, ce chasseur et fervent catholique vit avec sa femme Marie-Geneviève et ses quatre (ou cinq) enfants. Jean-Guy aura cependant une liaison avec Sixtine de Bellefeuille, amie de sa femme rencontrée lors d'un tournoi de bridge. Un de ses enfants — son fils Édouard, un paléontologue — aura une courte liaison avec Juju. En mélomane averti, il est un fana de musique classique mais également du cor de chasse et de la musique provenant de ce genre d'instruments. Il voue aussi une passion pour le patrimoine (religieux notamment).
Dans Le Séminaire, lorsque Hervé regarde sa fiche d'évaluation, on peut y lire que Jean-Guy est né le 22 juillet 1954, qu'il a deux enfants à charge et qu'il habite au 3, rue Bayard à Chimoux (96200). Dans ce même film, il semble tomber amoureux de Jeanne et tout abandonner pour elle.

### Nancy Langeais

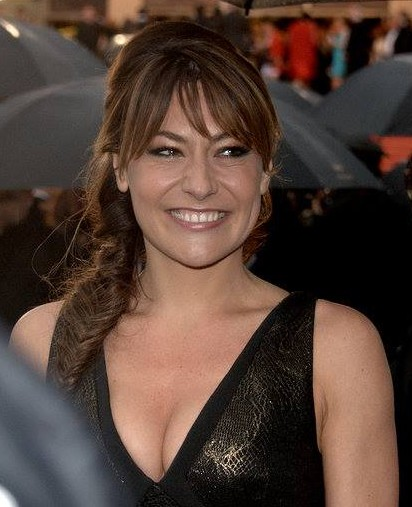
Shirley Bousquet, l'interprète de Nancy Langeais.

Nancy Langeais est la directrice administrative et financière de la société. Jeune femme dynamique au physique parfait, sculpté par une pratique sportive soutenue, Nancy est une carriériste dans l'âme, quasiment prête à tout pour monter dans la hiérarchie de la boîte.
Nancy s'investit pleinement dans son travail, notamment auprès de la gent masculine, mettant à profit son physique avantageux et ses capacités intellectuelles pour réussir et gravir les échelons de l'entreprise afin de devancer sa grande rivale, Carole. D’ailleurs, ces deux femmes se livrent à une compétition assez virulente, bien que policée et subtile, et s'échangent parfois des remarques assassines, Nancy insistant sur « les ravages du temps qui passe » concernant l'âge de Carole, alors que cette dernière critique la naïveté et l’inexpérience de sa collègue. Très obséquieuse, à la limite de l'hypocrisie, Nancy voue un certain respect (mêlé de crainte) à Jean-Guy, son supérieur hiérarchique.
Hormis Carole, l'ensemble du personnel apprécie la jeune femme soit pour son côté avenant qui masque sa volonté acharnée de réussir, soit pour son physique très flatteur auquel personne ne résiste, notamment (et surtout) Jean-Claude, qui tente à de nombreuses reprises de la séduire (en vain). Les relations de Nancy étant très sélectives, elle méprise ouvertement JC et s'amuse de ses manières douteuses, le manipulant quand le besoin s'en fait sentir. Étonnamment, elle est l'une des seules personnes de la direction à vraiment apprécier Sylvain.
Lors d'un épisode, on apprend que Nancy est une ancienne boulimique, qui, lorsqu'elle était jeune, avait un physique aux antipodes de celui qu'elle s'est forgée aujourd’hui (elle était obèse), expliquant sans doute sa constance actuelle pour les activités sportives (notamment de fitness). Lors d'un autre épisode, on apprend qu'elle a eu une courte liaison avec André après une soirée arrosée, attirée malgré elle par le côté « brutal » du chauffeur du patron...

### Carole Dussier-Belmont
Carole Dussier-Belmont est la directrice marketing de la société. Elle occupe un poste égal à celui de Nancy dans la hiérarchie, ce qui a pour conséquence que les deux femmes se détestent cordialement et se disputent sans cesse pour obtenir les faveurs du Président. Mais, à la différence de sa grande rivale, Carole n'est pas appréciée du personnel de la boîte, en raison de son côté souvent autoritaire, insupportable et très sec, voire cassant.
À la manière de Sylvain, l'attitude de Carole envers les employés et d’eux-mêmes envers elle évolue au fil de la série. Alors qu'au début, elle semble plus proche du personnel, par la suite elle devient plus froide, autoritaire, distante et sèche, situation qui s’accroît lors de l'arrivée dans l'entreprise de Nancy, sa grande rivale.
Son côté froid est la conséquence de sa vie privée : célibataire, ayant un père gravement malade et une mère jalouse de son statut de business-woman, en plus de sa solitude, Carole s'est forgée une carapace qui, selon elle, abrite une « femme humaine et sensible », mais qui a « la pudeur de ne pas le montrer de manière ostentatoire comme certaines » (Nancy). Consciente de son impopularité, Carole tente plusieurs fois de redresser son image (notamment, dans un épisode, en voulant « un ami gay » pour être « à la mode »).
Carole est absente pendant plusieurs épisodes consécutifs, absence due (dans la série) à une méningite ayant provoqué une paralysie faciale. Son allure change notablement à son retour : dans les premiers épisodes, ses cheveux sont lisses et elle porte toujours des vêtements à la fois sévères et sexy (amenant Hervé et Jean-Claude à penser qu'elle se complaît dans un rôle de dominatrice). À son retour dans l'entreprise, ses cheveux sont frisés et elle opte pour des tenues plus sobres et plus classiques, ce qui lui donne un air plus âgé mais surtout plus décontracté, bien qu'elle conserve une attitude généralement assez froide et autoritaire vis-à-vis du personnel, notamment son assistante Maéva qu'elle harcèle moralement, ne pouvant supporter ses erreurs. Elle rêve également de virer Jean-Claude, du fait de son alcoolisme chronique (qui occasionne des scandales à répétition) et ses manières douteuses.
Dans ses fréquentes passes d'armes avec Nancy, Carole arrive généralement à retourner la situation en sa faveur et à marquer des points sur sa rivale. Son animosité contre Nancy vient d'une part de leur rivalité professionnelle réciproque, mais aussi du fait que Carole est âgée de quelques années de plus que Nancy, cette dernière ne perdant pas une occasion de le lui rappeler. Il arrive cependant que les deux femmes fassent front commun, en particulier lorsqu'il s'agit de préserver leurs avantages au détriment du personnel.
L'une des attitudes intimidantes caractéristiques de Carole est, lorsqu'elle est irritée par un subalterne, de le fixer intensément sans bouger, le rendant finalement très nerveux et confus.

### Éva et Dimitri Kovalski
Éva Kovalski remplace Carole durant son arrêt maladie. Elle intervient peu souvent et on sait peu de choses d'elle, à part qu'elle a fait HEC et qu'elle a un poste haut placé dans l'entreprise. Elle a un tempérament dynamique et volontaire, un peu trop énergique parfois, mais reste bien appréciée du personnel à la différence de Carole.
Éva a aussi un fils, Dimitri, qui effectue un stage dans l'entreprise et qui revient dans d'autres épisodes.
Dimitri est un garçon peu travailleur et bien décidé à ne rien faire dans la vie. On apprendra à l'occasion de ces apparitions qu'il est bisexuel, ce qui lui attirera les foudres de plusieurs membres de la boite, mais aucune de ces inimités ne semblent le déranger, le jeune homme faisant montre d'un caractère particulièrement égoïste : « Aujourd'hui, chacun se débrouille tout seul ». On apprendra aussi qu'il a volé des objets chez Philippe (alors que ce dernier l'hébergeait pour « réchauffer son lit » à la suite d'une énième rupture avec son ami Adrien) et qu'il conduit très mal et sans permis (de préférence les voitures de sa mère, qu'il accidente souvent).
Dès sa première apparition, Dimitri déteste immédiatement Hervé et le surnomme « René », le trouvant « ringard » avec son allure de « syndicaliste à manches courtes » et son air « vieux jeu ».

### André Markowicz

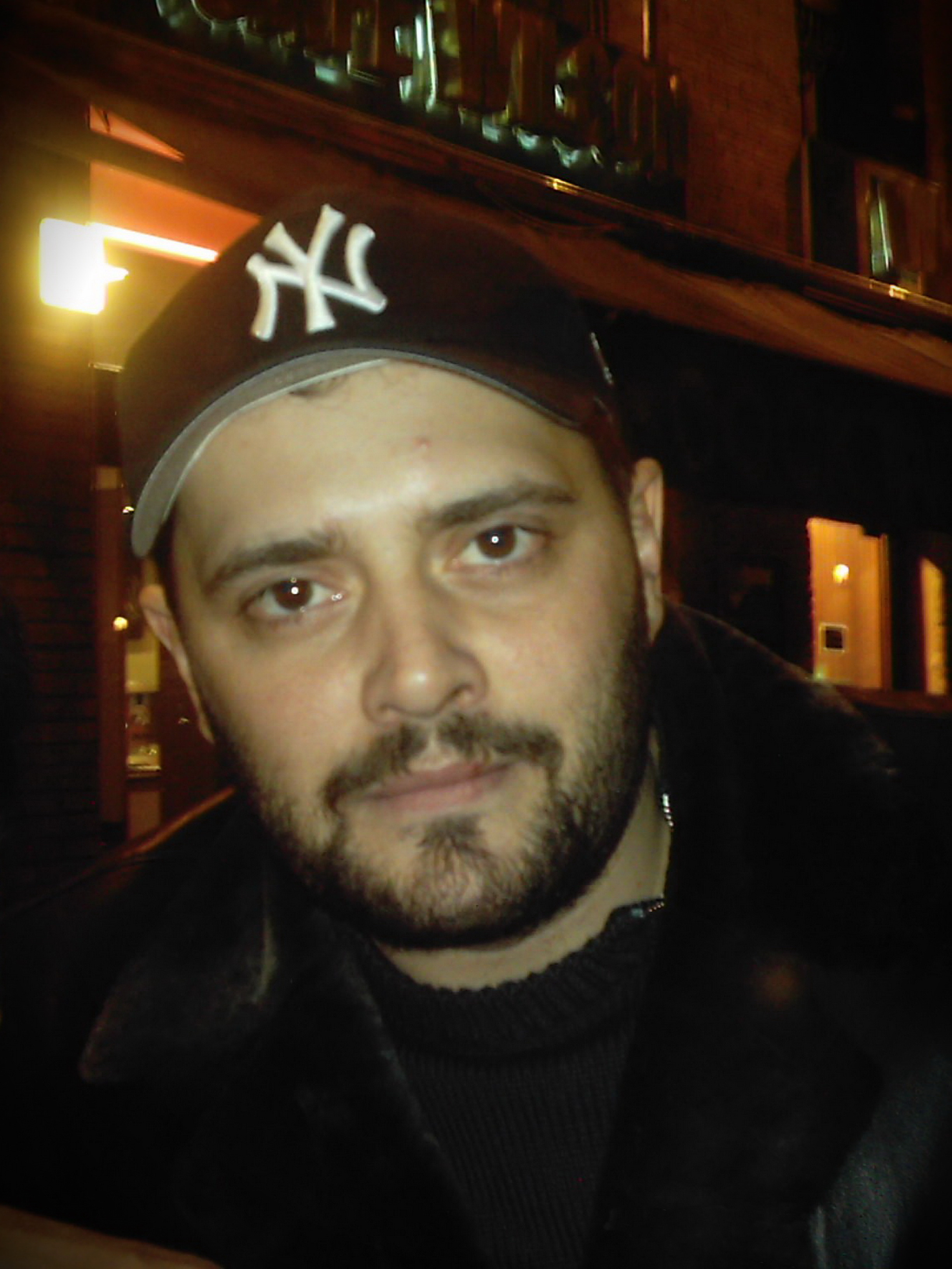
Philippe Cura, l'interprète d'André Markowicz.

André Markowicz est le chauffeur du patron et plus largement son homme à tout faire. Ancien champion départemental de boxe, André est grand, costaud, sadique et violent. Il est réputé pour être la terreur de l'entreprise et passe pour une véritable brute psychopathe,, craint et haï par tous.
Quiconque osant parler de travers à André ou tentant de lui faire du tort gagne une séance gratuite à l'infirmerie, ou à l’hôpital, selon l'humeur (et la forme) d'André… Il est tellement craint que ce sont les autres qui lui offrent le café.
André finit toujours par se faire respecter, même après certaines tentatives des autres employés de la boite (notamment Hervé et Jean-Claude) pour lui faire des coups tordus visant à le discréditer envers la direction. Il aime d'ailleurs se servir de ses collègues pour arranger ses problèmes (et ceux de la direction), quitte à envoyer ledit collègue à l'hôpital… ce qui en général fonctionne très bien.
André possède un chien de race pitbull nommé « Pitié » (nom trouvé par ses victimes, selon André), qui ne contribue pas à adoucir l'image de son maître. En effet, Pitié aime agresser les personnes dans la rue (il semble avoir une prédilection pour les personnes âgées…) ou dévorer des chatons (« uniquement pour se nourrir ! »).
André adore également torturer mentalement et/ou physiquement ses « collègues », grâce notamment à des petits jeux pervers de son cru, ou bien en retournant des situations en profitant de la faiblesse de ses « camarades de jeu ». Jean-Claude et Hervé sont ses punching balls habituels et attitrés, mais André semble avoir une prédilection pour Sylvain et surtout Philippe. Lorsqu'il se prépare à « traiter » sa victime du jour, il lui dit souvent, juste avant de débuter : « Respire ! Ça commence maintenant ! ».
Ses activités en dehors de l'entreprise se résument à la pratique de la boxe dans le club régional. Il entretient également une relation amoureuse notoire avec la femme du PDG de la boîte. Il a eu aussi, brièvement, une relation avec Nancy. Cependant, la seule chose qu'André craigne vraiment est le « monstre » Casimir de L'Île aux enfants, que sa mère forçait à regarder quand il était petit et qui l'a terrorisé durant toute son enfance (André ayant la phobie des gros lézards)…
Dans un épisode où le frère d’André apparaît en tant que réparateur de la machine à café, on apprend que quelque temps avant de travailler dans la boîte, André et son frère avaient commis un braquage de banque et qu’André avait réussi à s’enfuir, alors que son frère s’était fait arrêter et emprisonner.

### Serge Touati
Serge Touati est le psychologue de l'entreprise. Cependant, ses capacités sont souvent remises en cause : on apprendra en effet qu'il n'a pas de diplôme de psychologie, s'étant arrêté avant le BEP. À cela, il répond : « On m'a toujours dit : "Serge, t'es un fin psychologue !" ».
Ces accusations concernant ses capacités ont pour effet de l'énerver rapidement. Ses relations avec Hervé sont souvent tendues, le délégué syndical ne supportant pas les méthodes de travail du psychologue, qu'il juge fantaisistes, tout comme son ami Jean-Claude.
Usant des thérapies comportementales à la mode pour améliorer la productivité du personnel de l'entreprise, Serge est aussi le confident de ses collègues de travail, qui viennent notamment le voir pour qu'il les aide à régler leurs problèmes moraux ou sentimentaux. Serge arrive souvent à obtenir des résultats positifs, mais ces améliorations dégénèrent en général très rapidement ou sont détournées de leurs buts premiers, notamment par André (ou la direction).
Divorcé, Serge tente sans cesse de conquérir Jeanne, qui reste cependant insensible à ses avances,.
À l'instar de Jean-Claude, il peut arriver à Serge — mais plus rarement — de boire de l'alcool au travail. En effet, il est lui aussi muni également d'une flasque, dont il boit parfois le contenu après un échec (tentatives de séduction envers Jeanne) ou lorsqu'il est dans une grande contrariété.

### Annie Touchard /MmeSorel
Annie Touchard est stagiaire dans l'entreprise. Elle possède un profil atypique : en effet, après avoir élevé ses enfants, elle décide de rentrer dans la vie active à 50 ans passés, à l'âge où les personnes de sa génération pensent plus à leur retraite qu'à leur travail.
Son côté maternel l'incite à prendre soin de tout le personnel, Annie se décarcassant pour les autres employés (comme Sylvain), qui, en général, en profitent allègrement (surtout Jean-Claude). Elle ne sait pas dire « non » (même à son fils François, qui la rackette sournoisement), malgré l'intervention d'Hervé durant un épisode qui tente de la « coacher » à ce sujet.
Annie est attirée par les hommes de la boîte plus jeunes qu'elle, en particulier Jean-Claude et Hervé ; elle passera d'ailleurs avec ce dernier une nuit torride à la suite d'un malentendu (un courriel plutôt osé qu'Hervé a envoyé par erreur à tous les contacts de son adresse mail, y compris l'ensemble du personnel de la boîte...).
On peut noter que le nom d'Annie change au cours de la série : dans le générique du film Le Séminaire, son patronyme est Lepoutre, mais lorsqu'elle apparaît la première fois dans l'entreprise, elle se présente sous le nom de Touchard. En effet, Chantal Neuwirth, qui incarne le rôle d'Annie, était déjà présente dans la série avant l'apparition de son personnage : elle jouait alors le rôle de Mme Sorel, une employée proche de la retraite.

### Sarah Dumont-Deschamps
Sarah Dumont-Deschamps est la fille d'Hervé Dumont, que ce dernier a conçu avec l'une de ses anciennes conquêtes oubliées au cours d'un été dans les années 1980. Un jour, Sarah, devenue adolescente, débarque dans l'entreprise d'Hervé afin de nouer des liens avec ce père inconnu, en lui demandant de faire un test de paternité pour qu'il la reconnaisse officiellement. La filiation entre Hervé et sa fille parait évidente aux collègues d'Hervé, notamment Philippe qui est immédiatement convaincu que Sarah « fait partie de la famille » d'Hervé, ou encore Jean-Claude qui estime qu'« elle est comme lui, une vraie teigne ! »
Sarah éprouve une haine féroce pour sa « belle-mère » Fred Castelli qu'elle trouve vulgaire, n’hésitant pas à le lui faire savoir. Elle aura également une relation avec Vince, au grand désespoir d'Hervé quand il découvrira le pot aux roses.

### Dédé la Chignole
Le personnage de Dédé la Chignole, qui n'apparaîtra jamais en chair et en os dans les épisodes, est un ami de Jean-Claude et Hervé.
C'est une brute épaisse, qui passe la moitié de sa vie en prison et l'autre à « remplir des contrats » : contre une somme d'argent, il casse les membres au choix (en général les deux genoux) d'une victime désignée par le « client ». Hervé et Jean-Claude feront appel à lui, notamment pour s'occuper de Dimitri, le fils d’Éva, ainsi que d'Emma (Chantal Lauby), une ancienne collègue de la boite qui travaille maintenant au fisc et qui avait l'intention de mettre à jour les magouilles de son ancienne entreprise lors d'une visite d'inspection.

### Chopinot
Le député-maire Chopinot est l'un des amis de Jean-Guy Lecointre. Il n'apparaît pas physiquement dans la série, mais est évoqué par Lecointre dans ses conversations. Le DRH a d'ailleurs l'habitude de toujours être de bon égard avec lui. Il leur arrive même de faire du golf ensemble.
Dans le film Espace Détente, le visage de Chopinot apparaît sur une affiche électorale.

## Épisodes
Diffusion originale. L'article détaillé se réfère à la numérotation des épisodes sortis en DVD.
| Saisons  | Nb. d'épisodes |
| -------- | -------------- |
| Saison 1 | 28 épisodes    |
| Saison 2 | 82 épisodes    |
| Saison 3 | 85 épisodes    |
| Saison 4 | 72 épisodes    |
| Saison 5 | 86 épisodes    |
| Saison 6 | 98 épisodes    |
| Saison 7 | 100 épisodes   |

### Records d'audience
Source : audiencestv.com
| Épisode               | Date            | Audience  | Part de marché |
| --------------------- | --------------- | --------- | -------------- |
| Caméra Café (20 h 40) | 21 mars 2002    | 5 618 000 | 22.7%          |
| Caméra Café (20 h 40) | 19 mai 2003     | 5 545 280 | 22.8%          |
| Caméra Café (20 h 40) | 19 février 2004 | 5 284 160 | 21.1%          |

## Commentaires

### Changements à partir de l'épisode 91
Les 90 premiers épisodes se déroulent dans la même entreprise, avec des décors différents (les murs sont peints entièrement en blanc) et mettent en scène des personnages qui disparaîtront par la suite.
Ces personnages sont :
- Claire Langeais (interprétée par Margot Faure), qui semble être directrice administrative et financière (elle porte le même nom de famille que le personnage de Nancy) ;
- Julie Hassan (interprétée par Louise Derkaoui) est la première standardiste de l'entreprise (elle porte le même prénom que sa remplaçante) ;
- Julien Schneider (interprété par Mickael Sabah) travaille au service courrier ;
- Franck Marchand (interprété par Lucien Jean-Baptiste), le psychologue de l'entreprise ;
- Madame Sorel (interprétée par Chantal Neuwirth).

À partir de l'épisode 91 (« Erreur comptable »), on dénote plusieurs changements :
- quatre personnages apparaissent : Vincent, Julie, Nancy puis Serge par la suite, qui, apparemment, prennent la place des partants. Puis un cinquième personnage totalement inédit, Eva Kovalski (interprétée par Sophie Renoir) fait également son apparition.
- les décors subissent quelques modifications : certaines parties des murs sont peintes en jaune ;
- la manière de filmer est différente : la caméra est légèrement éloignée et il n'y en a plus qu'une seule, alors qu’auparavant plusieurs caméras filmaient simultanément en alternant les angles de vue ;
- Chantal Neuwirth, qui interprétait madame Sorel, revient dans la peau d'Annie Touchard, retraitée qui souhaite effectuer un stage dans l'entreprise et qui se laisse abuser par tout le monde, en particulier Jean-Claude ;
- les sketchs sont plus courts, direct et avec moins de dialogues. Le rythme du montage est également accéléré pour que les dialogues soient plus percutants.

### Émission spéciale et parodies
Devant le succès rencontré par la série, les auteurs ont imaginé une émission spéciale, intitulée Ça va déchirer ce soir !, mêlant des sketches autour de la machine à café et des parodies d'émissions diffusées sur M6 (Popstars, Turbo, M6 Boutique ou encore Fréquenstar). Cette émission spéciale a été diffusée le 9 décembre 2003.
| Chaîne   | Programme                                   | Type           | Audience  | Part de marché |
| -------- | ------------------------------------------- | -------------- | --------- | -------------- |
| TF1      | Astérix et Obélix contre César              | Film           | 7 411 480 | 29,1 %         |
| France 2 | Respect ! Le Grand Code du savoir vivre     | Magazine       | 3 039 240 | 14,4 %         |
| France 3 | Louis la Brocante : Louis et le violon noir | Série          | 6 078 480 | 22,8 %         |
| M6       | Caméra Café : Ça va déchirer ce soir !      | Divertissement | 5 545 280 | 22 %           |
| Arte     | Quand les filles mettent les voiles         | Documentaire   | 1 226 360 | 4,5 %          |

Le 24 janvier 2023, l'équipe de Caméra Café revient sur M6 pour une émission spéciale 20 ans après. Des sketches inédits sont diffusés ainsi qu'un documentaire retraçant l'aventure de la mini-série. Dans ces nouveaux sketchs, on voit le personnel de l'entreprise tester des casques de réalité virtuelle.